# Університет Хосей
Університет Хо́сей (яп. 法政大学, ほうせいだいがく, хосей дайґаку; англ. Hosei University) — вищий навчальний заклад в Японії, приватний університет. Штаб-квартира розташована в районі Тійода, Токіо. Має кампуси в містах Матіда, Коґанеї і Сідзуока. Виник на базі Токійського товариства юриспруденції 1880 року. Заснований 1920 року. 
Початково мав юридичний, економічний і гуманітарний факультети. На 2008 рік складається з 14 факультетів: юридичного, гуманітарного, економічного, соціологічного, дизайнерського, інженерного, біологічного, менеджменту, міжнародної культури, людини і довкілля, добробуту, інформатики, точних наук, педагогічного. 
Має магістратуру й аспірантуру, яка здійснює підготовку спеціалістів за напрямками гуманітарні науки, міжнародна культура, економіка, юриспруденція, політологія, соціологія, менеджмент, політекономія, управління довкіллям, інженерія, інформатика, дизайн, новітні технології тощо. Навчання здійснюється в очній і заочній формах. 
При університеті діють Інститут дослідження соціальних проблем, Інститут юриспруденції імені Боасонада, Центр Окінавської культури.